# アリソン・ジョリー
アリソン・ジョリー（Alison Jolly, 1937年5月9日 – 2014年2月6日）は、アメリカ合衆国の霊長類学者。ニューヨーク動物学会、ケンブリッジ大学、サセックス大学、ロックフェラー大学、プリンストン大学の研究員。
おもにキツネザル類に関する生物学的研究の分野で知られている。マダガスカルのキツネザル類に関するフィールドワークについて、専門書から一般書まで幅広い書籍を出版した。

## プロフィール
ニューヨーク州イサカ出身。芸術家のアリソン・メイソン・キングズベリーと詩人のモリス・ビショップのあいだに生まれた。コーネル大学で学士号、イェール大学で博士号を取得。1963年にマダガスカル共和国のベレンティ保護区において、キツネザルの研究を開始。同年、開発経済学者リチャード・ジョリーと結婚し、その後、4人の子供をもうけた。2006年6月には、彼女の功績をたたえ、新種のネズミキツネザル（Microcebus jollyae）に献名された。 2014年2月にイースト・サセックスのルイスにある自宅で死亡した。76歳であった。

## 出版物
- Lemur Behavior: A Madagascar Field Study, University of Chicago Press, 1966
- The Evolution of Primate Behavior, 1972
- Play: Its Role in Development and Evolution, 1976
- A World Like Our Own; Man and Nature in Madagascar, Yale University Press, 1980
- Madagascar: A World Out of Time, 1984 with Frans Lanting & Gerald Durrell
- Madagascar, Key Environments Series, 1984
- Lucy's Legacy: Sex and Intelligence in Human Evolution, 1999
- Lords and Lemurs: Mad Scientists, Kings with Spears, and the Survival of Diversity in Madagascar, 2004
- Thank You, Madagascar: The Conservation Diaries of Alison Jolly, 2015

## 児童書
- Ny aiay Ako (Ako the Aye-Aye), 2005
- Bitika the Mouselemur, (2012)
- Tik-Tik the Ringtailed Lemur, (2012)
- Bounce the White Sifaka, (2012)
- Furry and Fuzzy the Red Ruffed Lemur Twin, (2012)
- No-Song the Indri, (2012)
- Fiddle and the See-Throughs, (2013)
- Fiddle and the Flint-Boy, (2013)
- Fiddle and the Headless Horseman, (2013)
- Fiddle and the Falling Tower, (2013)
- Fiddle and the Smugglers, (2013)
- Fiddle and the Fires, (2013)

## 日本語訳された著書
- 『ヒトの行動の起源 - 霊長類の行動進化学』、矢野喜夫訳、ミネルヴァ書房、1982年